# عين (منطق)
ذكر صاحب العقائد النسفية أنّ العالم إمّا عين أو عرض لأنه إن قام بذاته فعين وإلّا فعرض، والعين إمّا جوهر أو جسم لأنه إمّا متركّب من جزءين فصاعدا وهو الجسم أو غير متركّب وهو الجوهر، ويسمّى الجزء الذي لا يتجزأ أيضا. وقيل هذا مبني على أنّ معنى العرض بحسب اللغة ما يمتنع بقاؤه ومعنى الجوهر ما يتركّب منه غيره، ومعنى الجسم ما يتركّب من غيره. فالجوهر على هذا مرادف للجزء الذي لا يتجزأ وقسم من العين وقسم للجسم. وقيل هذا على اصطلاح القدماء. والمتأخرون يجعلون الجوهر مرادفا للعين ويسمّون الجزء الذي لا يتجزأ بالجوهر الفرد.